# ワンス・アポン・ア・タイム・イン・チャイナ外伝/アイアンモンキー
『ワンス・アポン・ア・タイム・イン・チャイナ外伝/アイアンモンキー』（原題:少年黃飛鴻之鐵馬騮、英題:Iron Monkey）は、ユエン・ウーピン監督、ドニー・イェン、ユー・ロングァン主演の1993年の香港映画。
ツイ・ハーク監督ジェット・リー主演の『ワンス・アポン・ア・タイム・イン・チャイナ 天地黎明』（1991年）、『ワンス・アポン・ア・タイム・イン・チャイナ 天地大乱』（1992年）のヒットを受けて制作されたサイドストーリー作品
である。
同じドニー・イェン出演で『ワンス・アポン・ア・タイム・イン・チャイナ/天地雷鳴』、『ワンス・アポン・ア・タイム・イン・チャイナ外伝/アイアンモンキーグレート』という映画もあるが、今作とは関係なく、続編やシリーズではない。

## 解説
少年時代の黄飛鴻（ウォン・フェイホン）を当時12歳の少女であった曾思敏（ツァン・シーマン）が演じ、大人顔負けのアクションを披露した。初期のワンス・アポン・ア・タイム・イン・チャイナシリーズでお馴染みの傘を使った動きや無影脚が、ここでは父親である黄麒英（ウォン・ケイイン）役のドニー・イェンスタイルとして登場する。
2011年にCine-Asiaから再発売された“Iron Monkey(2 Disc Ultimate Edition)”

の特典として収録されたドニー・イェンとベイ・ローガンによるコメンタリーによると炎の中のラストファイトは本当の火を燃やして撮影された。また、劇中で歌われる曲『當我眼前只有你』は作詞を林夕作曲を胡偉立が担当、林憶蓮（サンディー・ラム）が歌っている。

## あらすじ
政治の腐敗と圧政に市井の人々が苦しめられていた清朝末期の浙江。そこには、庶民の犠牲の上で財を成す役人や金持ちから盗んだものを貧しい人達に施す謎の義賊「鉄猿」がいた。鉄猿に財産の一部を盗まれた悪徳官僚の総督は腹いせに罪のない人々を鉄猿容疑と称し次々に捕えていた。
医者で武術家としても名高いウォン・ケイイン（黄麒英）と息子のフェイホン（飛鴻）は旅の途中立ち寄ったこの地で、財布を掠め取ろうとしたスリ一味をこらしめたところ見事な武術の腕を見た役人によって連行されてしまう。役所で尋問を受ける彼らの元へ本物の鉄猿が現れその場は危機を逃れるが、総督はフェイホンを人質に取り釈放の交換条件として父親に「7日以内に鉄猿を捕まえろ」と命じる。訳を知らぬ民衆から「役人のイヌ」とどこに行っても悪者扱いされる彼を親切に迎え入れたのは偶然知り合った名医のヤンとその助手のシューランだけ。自分の追う男が本当は立派な人物と分っていながらも鉄猿を捕まえるため夜の町に出てゆくケイイン。実はヤンとシューランこそ義賊鉄猿とその部下であったのだ。
事情を知った二人はフェイホンを牢獄から救い出し一計を案じて悪徳総督を追い出すことに成功。しかし、その後釜に就任したのは前任者より一層残忍なハンホン和尚であった。彼は鉄猿とケイインをおびき出すためフェイホンを拉致。町の正義を守る決意のヤンと、自分が武術を学んだ少林寺の裏切り者でもある和尚の悪行を許さぬケイインは黒装束に身を包みフェイホンを救出すべく強敵の待つ総督府へと乗りこんでゆく。

## 出演
| 役名                 | 俳優                         | 日本語吹替                                                                                             |
| 役名                 | 俳優                         | VHS版                                                                                                  |
| -------------------- | ---------------------------- | --- |
| ウォン・ケイイン     | ドニー・イェン（甄子丹）     | 大塚芳忠                                                                                               |
| ヤン/鉄猿            | ユー・ロングァン（于榮光）   | 大塚明夫                                                                                               |
| シューラン           | ジーン・ウォン（王靜瑩）     | 水谷優子                                                                                               |
| ウォン・フェイホン   | ツァン・シーマン（曾思敏）   | 田中真弓                                                                                               |
| サムアン巡査         | ユエン・シュンイー（袁信義） | 梅津秀行                                                                                               |
| ハンホン和尚         | ヤム・サイクン（任世官）     | 大友龍三郎                                                                                             |
| 総督                 | ジェームズ・ウォン（黄霑）   | 広瀬正志                                                                                               |
| 頭巾の尼             | リ・ファイ（李輝）           | 沢海陽子                                                                                               |
| 顔に傷のある双刀の僧 | シャオ・ホウ（小侯）         | 成田剣                                                                                                 |
| その他               |                              | 安井邦彦 落合弘治 石井隆夫 さとうあい 伊藤栄次 相沢正輝 湯屋敦子 鈴木勝美 深水由美 柳沢栄治 棚田恵美子 |
|                      |                              | |
| 演出                 |                              | 田島荘三                                                                                               |
| 翻訳                 |                              | 植田尚子                                                                                               |
| 調整                 |                              | 長井利親                                                                                               |
| 制作                 |                              | ACクリエイト                                                                                           |

- パラマウントジャパン発売のDVDには吹替未収録である。

## スタッフ
製作 ツイ・ハーク（徐克）

制作総指揮 レイモンド・チョウ（鄒文懐）、ウォン・インハン（王応祥）

監督 ユエン・ウーピン（袁和平）

脚本 ツイ・ハーク（徐克）、タン・ビクイン（鄧碧燕）、ラウ・タイモック（劉大木）

撮影 アーサー・ウォン（黃岳泰）、タム・チンワイ（談智偉）

美術 リンゴ・チュン（張錫華）

音楽 ウィリアム・フー（胡偉立）、ヤン・ゲイチン（楊奇昌）

編集 アンジー・ラム（林安兒）、チー・ワイチャン（陳志偉）

動作指導 ユエン・チュンヤン（袁祥仁）、コク・ヒンチュウ（谷軒昭）、ユエン・シュンイー（袁信義）

## アメリカで公開された“Iron Monkey”
今作の監督であるユエン・ウーピンがアクション指導を務めた『マトリックス』や『グリーン・デスティニー』がヒットしたこともあり、アメリカの映画監督クェンティン・タランティーノがミラマックスに推薦した事で

、
“Iron Monkey”として全米での公開が実現。
ミラマックスの創始者であるハーヴェイ・ワインスタインの当時のインタビューによると、200万ドルをかけ、フィルムを修復し新たにオリジナルスコア（作曲ジェームズ・L・ヴェナブル）やサウンドエフェクト、編集などを加え

、
2001年10月12日に1,225館で公開。初登場でボックスオフィスの6位にランクインした
。
また映画批評ウェブサイト“Rotten Tomatoes”では90パーセントの評価を得ている
。